# Zebramuräne
Die Zebramuräne (Gymnomuraena zebra, Syn.: Echidna zebra) ist eine auffallend bunte Art der Muränen (Muraenidae). Sie lebt im Roten Meer und im tropischen Indopazifik von Ostafrika bis zu den Gesellschaftsinseln, Hawaii und südlich bis zum Great Barrier Reef. Im östlichen Pazifik kommen sie vom südlichen Baja California bis zum nördlichen Kolumbien und den Galapagosinseln vor. Zebramuränen leben vor allem in Fels- und Außenriffen in Tiefen von einem bis 40 Metern. Meist halten sie sich tiefer als vier Meter auf.

## Merkmale
Zebramuränen werden bis 1,50 Meter lang. Sie sind mit zahlreichen, weißen und schwarzen oder dunkelbraunen Streifen gezeichnet. Die weißen Bänder sind bei den meisten Exemplaren breiter, bei wenigen aber schmaler. Innerhalb der schwarzen Bänder können, vor allem bei Jungtieren, noch braune oder rötliche Bänder auftreten. Die Schnauze ist stumpf und abgerundet, die Zähne stumpf, geeignet um hartschalige  Beute zu zerquetschen. Zebramuränen haben 132 bis 137 Wirbel.

## Lebensweise
Zebramuränen leben einzeln, seltener zu zweit in Fels- und Korallenriffen. Sie ernähren sich vor allem von Krabben der Familie Xanthidae, aber auch von anderen Krebstieren wie Riffhummer, sowie von Weichtieren und Seeigeln. Die Fische wurden auch schon bei der Balz beobachtet. Um die Mittagsstunden richten sich die Fische auf, umschlingen einander und reißen das Maul weit auf. Der eigentliche Laichakt wurde nicht gesehen.